# ريغي مايلز
ريغي مايلز (بالإنجليزية: Reggie Myles)‏ هو لاعب كرة قدم أمريكية أمريكي، ولد في 10 أكتوبر 1979 في باسكاغولا في الولايات المتحدة.